# Don Cheadle

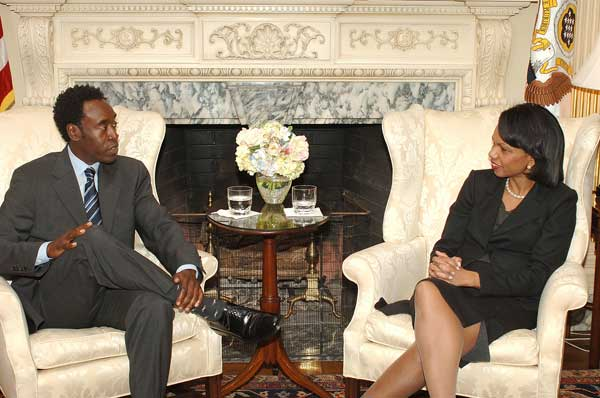
Don Cheadle tillsammans med Condoleezza Rice.

Don Cheadle, född 29 november 1964 i Kansas City, Missouri, är en amerikansk skådespelare.

## Biografi
Cheadle studerade vid CalArts (California Institute of the Arts), och vann år 1995 pris från Los Angeles Film Critics Association för bästa manliga biroll i filmen Djävul i en blå klänning. Han spelade Sammy Davis Jr i TV-filmen The Rat Pack 1998, en roll som han vann en Golden Globe för. 2004 gjorde han rollen som Paul Rusesabagina i Hotell Rwanda 2004 vilket han blev Oscarsnominerad i kategorin Bästa manliga huvudroll för.
Han är involverad i välgörenhetsarbete och är medförfattare till boken Not on Our Watch: The Mission to End Genocide in Darfur and Beyond. Tillsammans med pokerspelaren Annie Duke har Cheadle grundat välgörenhetsorganisationen Ante Up for Africa, som anordnar pokerturneringar för att samla in pengar till de drabbade i Darfurkonflikten. 

## Filmografi i urval
| År        | Titel                        | Notering |
| --------- | ---------------------------- | -------- |
| 1987      | Hamburger Hill               |          |
| 1995      | Djävul i en blå klänning     |          |
| 1996      | Den hårdaste matchen         |          |
| 1997      | Volcano                      |          |
| 1997      | Boogie Nights                |          |
| 1998      | Bulworth                     |          |
| 1998      | Out of Sight                 |          |
| 1998      | The Rat Pack                 |          |
| 2000      | Mission to Mars              |          |
| 2000      | En andra chans               |          |
| 2000      | Traffic                      |          |
| 2001      | Rush Hour 2                  |          |
| 2001      | Manic                        |          |
| 2001      | Swordfish                    |          |
| 2001      | Ocean's Eleven               |          |
| 2004      | Ocean's Twelve               |          |
| 2004      | After the Sunset             |          |
| 2004      | Hotell Rwanda                |          |
| 2004      | Attentatet mot Richard Nixon |          |
| 2005      | Crash                        |          |
| 2007      | Ocean's Thirteen             |          |
| 2007      | Vänner för livet             |          |
| 2008      | Traitor                      |          |
| 2009      | Hundpensionatet              |          |
| 2009      | Brooklyn's Finest            |          |
| 2010      | Iron Man 2                   |          |
| 2011      | The Guard                    |          |
| 2012      | Flight                       |          |
| 2012–2016 | House of Lies                | TV-serie |
| 2013      | Iron Man 3                   |          |
| 2015      | Avengers: Age of Ultron      |          |
| 2015      | Miles Ahead                  |          |
| 2016      | Captain America: Civil War   |          |
| 2016      | Kevin Hart: What Now?        |          |
| 2018      | Avengers: Infinity War       |          |
| 2019      | Black Monday                 | TV-serie |
| 2019      | Avengers: Endgame            |          |
| 2021      | Space Jam: A New Legacy      |          |